# صحوة مصر
صحوة مصر هو تحالف انتخابي في مصر أنشأه عبد الجليل مصطفى لخوض الانتخابات البرلمانية المصرية لعام 2015. كان لديها مرشحين في السباق، لكنه سحبهم فيما بعد.

## القوائم الانتخابية
قدم التحالف في البداية قوائم انتخابية لجميع الدوائر الانتخابية الأربع. لكن التحالف رفض تكرار الفحوصات الطبية المكلفة حتى بالنسبة للمرشحين الذين تم فحصهم بالفعل في فبراير 2015، وذهب إلى المحكمة الإدارية طالبًا فحصًا طبيًا مجانيًا وإعادة فتح ملف المرشح. لكن المحكمة أيدت الشرط. بعد أن رفضت المحكمة الإدارية العليا في مصر استئنافًا، سحب التحالف جميع قوائمه، مما أدى إلى رفضه الحتمي من قبل المفوضية العليا للانتخابات.

## التكوين
يهدف مصطفى إلى إنشاء قوائم انتخابية باستثناء الإخوان المسلمين والأعضاء السابقين في الحزب الوطني الديمقراطي. سيتم اختيار 120 مرشحًا للتنافس. صرح تحالف 25-30 أنه ليس جزءًا من التحالف. انضمت الأحزاب التابعة لتحالف الجبهة الوطنية إلى صحوة مصر. انسحب حزب الكرامة من التحالف بعد عدم اختيار العديد من مرشحي حزب الكرامة للقوائم الانتخابية.

### الأحزاب والائتلافات التابعة
- الكتلة الوطنية[11]
- الحزب الاشتراكي المصري[12]
- الحزب الشيوعي المصري[13]
- التيار الديمقراطي المدني[14]
- المصري الديمقراطي
- الحزب الناصري
- حزب مستقبل مصر[15]
- الحزب الوطني التقدمي الوحدوي
- حزب المؤتمر[9][16]
- حزب التحالف الشعبي الاشتراكي[17]
- حزب العدالة[18]
- حزب الإصلاح والنهضة[19]